# Semiothisa flavipicta
Semiothisa flavipicta là một loài bướm đêm trong họ Geometridae.